# Bergwerk Robertshall
Das Bergwerk Robertshall (auch Bergbaugesellschaft Robertshall) war ein untertägiges Braunkohle-Bergwerk in den Harburger Bergen, im heutigen Hamburger Stadtteil Hausbruch. Die Grube war lediglich von 1919 bis 1922 in Betrieb, als sich aufgrund der Rohstoffknappheit nach dem Ersten Weltkrieg auch der Abbau wenig ergiebiger Lagerstätten wirtschaftlich lohnte. Die geförderte Braunkohle wurde ausschließlich an die Vereinigte Gummiwaaren Fabriken Harburg – Wien in Harburg geliefert. Es war das einzige Bergwerk in Hamburg.

## Geologie
Im Bereich des Bergwerkes liegen drei miozäne Braunkohleflöze, das Oberflöz mit bis zu 8,5 Meter Mächtigkeit in einer Teufe von etwa 17 Metern, das Mittelflöz in etwa 35 m Teufe mit 4–10 Metern Mächtigkeit und das Unterflöz in einer Teufe von 100 bis 300 Metern mit einer Mächtigkeit von etwa vier bis acht Metern. Der Grundwasserspiegel liegt im Bereich von 17 bis 17,5 m ü. NN. Die Rasenhängebank des Förderschachtes hatte eine Höhe von 31,5 m ü. NN. Das Flöz bestand aus einer Sand-Kohlemischung mit Korngrößen der Kohle von Weizenkorn- bis Kindskopfgröße, wobei der Großteil der Kohle in Pflaumengröße vorlag.
Lage des Schachtes: 53° 27′ 22″ N, 9° 53′ 41″ O

## Geschichte
Bei Grabungen zu einem Brunnen auf dem Wochenendgrundstück der Witwe des Fuhrunternehmers Paul stießen Arbeiter auf das Oberflöz. Frau Paul mutete beim Bergamt Celle die zusammen 423 ha großen Grubenfelder, die später Robert und Louis genannt wurden. Nach Begutachtung der Vorkommen durch Hugo Strache verkaufte sie 1917 ihre Schürfrechte an die Firma Gebr. Stern KG aus Dortmund. Nachdem die Firma Stern mit den Vereinigten Gummiwaaren Fabriken Harburg – Wien einen Liefervertrag abgeschlossen hatte, begann die neugegründete Gewerkschaft Robertshall am 6. Dezember 1919 mit dem Abbau der Kohle auf zwei Sohlen in 17 und 13 m Teufe. Der Bergbaubetrieb wurde zunächst mit einem einfachen Holzfördergerüst begonnen; dies mit der Absicht, nach Erreichen eines wirtschaftlichen Betriebes das Fördergerüst durch ein übliches Stahlfördergerüst zu ersetzen sowie etwa 200 m entfernt nahe der Straße Hohlredder ein zweites Fördergerüst zu errichten. Üblicherweise waren immer im Bergbau aus sicherheitstechnischen Gründen zwei Schächte vorgeschrieben, damit im Havariefall ein zweiter Ausweg möglich ist. Jedoch kam es aufgrund der fehlenden Wirtschaftlichkeit weder zum Bau des zweiten Förderschachtes noch zur Aufrüstung des ersten Schachtes auf Stahlgerüstbauweise. Der Betrieb wurde durch zwei Steiger aus dem Harz organisiert, die Bergleute wurden aus dem Oberharz angeworben sowie Hilfsleute und Lehrhauer aus Hamburg und Harburg rekrutiert. Den Harzer Bergleuten wurde damals, im Bergbaubereich völlig unüblich, ein Festlohn pro geförderter Lore, unabhängig vom Inhalt (Sand oder Kohle) angeboten, während im Harz normalerweise auf Basis des Ertrages gezahlt wurde. Unter diesen günstigen Bedingungen fanden sich etliche Bergleute bereit, in Hausbruch zu arbeiten. Gearbeitet wurde im Dreischichtbetrieb mit je 60 Mann unter und etwa acht Mann über Tage.
Bereits 1921 sorgten Grubenwasser und Abwässer der Kohlenwäsche für Proteste der Gemeinde Jork, da die Brunnen in Francop durch die eingeleiteten Abwässer so stark verschmutzt wurden, dass eine Trinkwasserentnahme nicht mehr möglich war. Nördlich des Schachtes wurde ein Absetzbecken angelegt, das jedoch nie die gewünschte Klärwirkung erreichte.
Lage des Absetzbeckens: 53° 27′ 26″ N, 9° 53′ 37″ O
Nachdem das obere Kohleflöz auf der 17-m-Sohle erschöpft war, wurde durch einen Schrägschacht versucht, auch auf das untere Kohleflöz auf der 35-m-Sohle vorzudringen, dies scheiterte jedoch an massiven Wassereinbrüchen. Nachdem sich die Hamburger Kohleversorgung aus dem Ruhrgebiet Anfang der 1920er Jahre wieder konsolidierte und in der Folge der Kohlepreis wieder sank, wurde die Förderung der Harburger Kohle zunehmend unrentabel und der Bergwerksbetrieb am 22. September 1922 eingestellt. Der Schacht, die den Ehestorfer Heuweg unterquerenden Strecken und die Wetterschächte wurden mit Sand verfüllt. Der untertägige hölzerne Ausbau wurde teilweise, ebenso wie große Teile der übertägigen Holzbauten, abgebaut und weiter genutzt. Die restlichen übertägigen Holzbauten verfielen.
Als sich nach dem Zweiten Weltkrieg 1947 die Rohstofflage erneut verschlechterte, wurden erneut die Möglichkeiten geprüft, das Bergwerk Robertshall wieder anzufahren. Dazu wurden zwölf Probebohrungen durchgeführt, um die Vorräte abschätzen zu können. Eine Wiederaufnahme der Förderung war für 1947 vorgesehen gewesen; hierzu lag bereits die Genehmigung des Bergamtes vor. Die Wiederaufnahme des Bergwerksbetriebs wurde jedoch aus wirtschaftlichen Gründen verworfen.

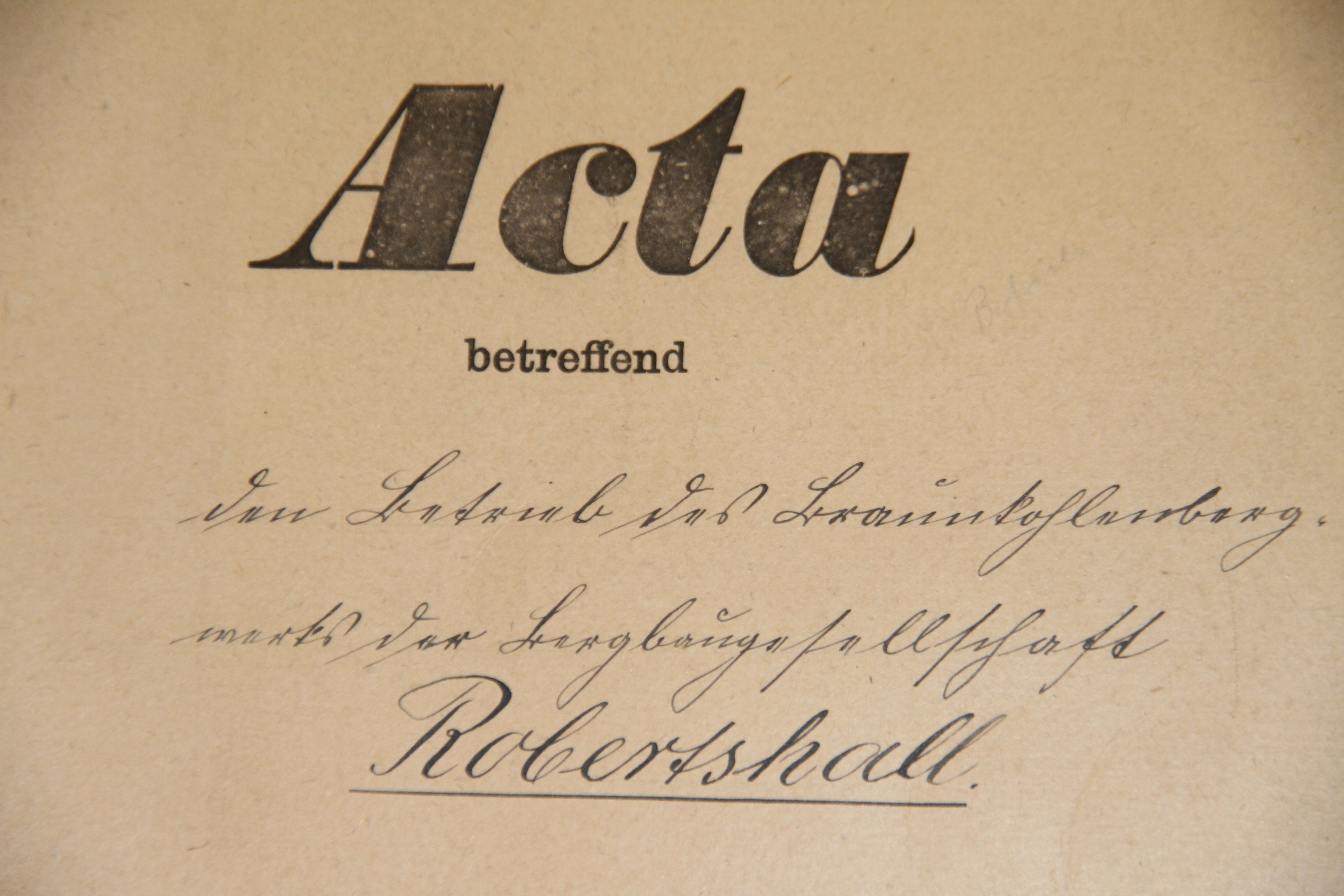
Aktendeckel einer Akte im Bergarchiv Clausthal
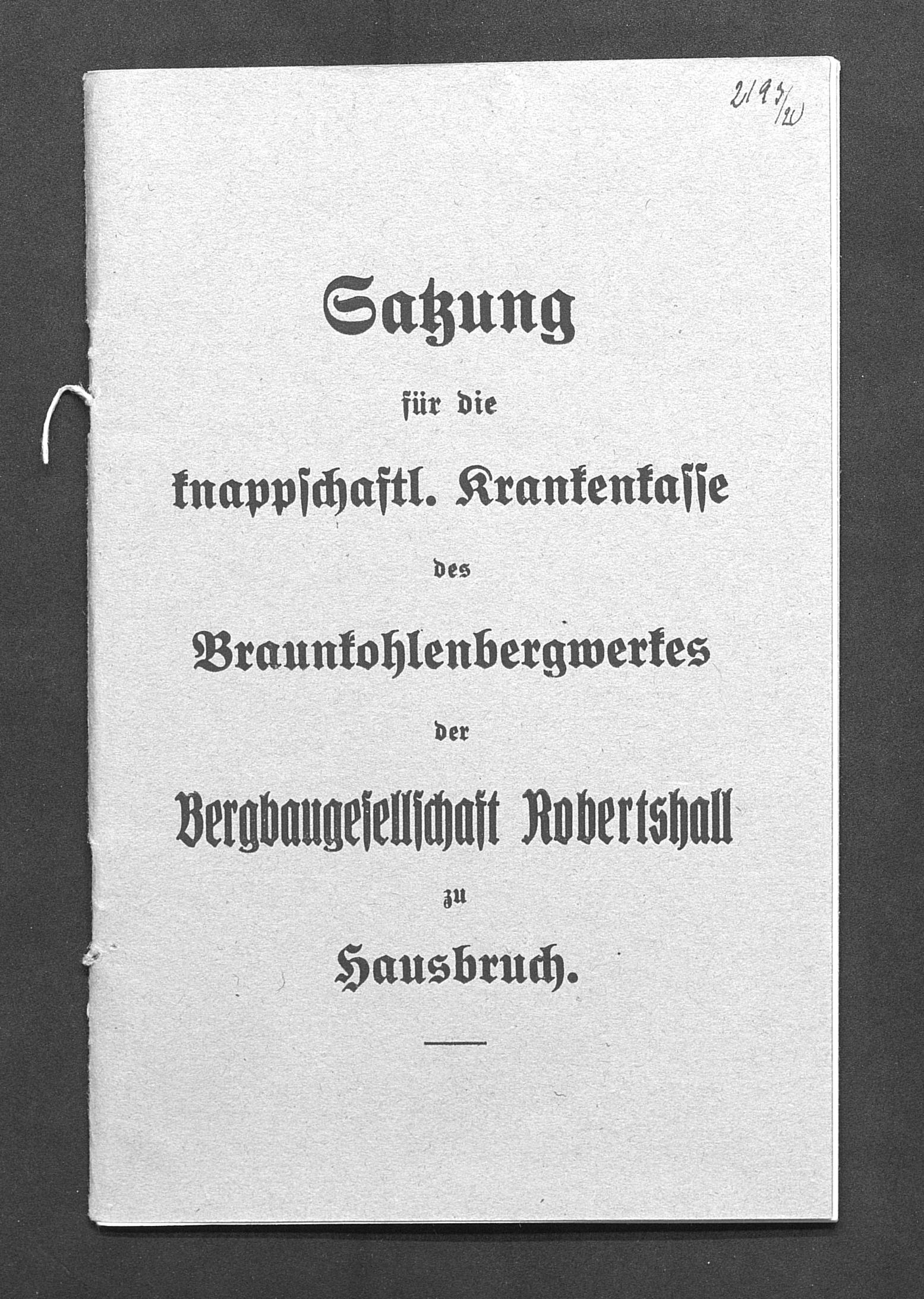
Satzungsheft der Krankenkasse der Bergwerksgesellschaft Robertshall

## Förderung
Die Braunkohle wurde lediglich im Oberflöz auf der 17-m-Sohle abgebaut. Das Verfahren muss eine Art Örterbau gewesen sein, bei dem Strecken vorgetrieben wurden, deren Firsten nach und nach bis auf eine Höhe von vier Metern hochgebrochen wurden. Die Strecken wurden mit hölzernen Türstöcken ausgebaut. Um die darüber liegende Braunkohle zu erreichen, wurde im März 1921 die 13-m-Sohle angelegt. Die abgebaute Braunkohle wurde über ein Abhauen zur darunterliegenden 17-m-Sohle gefördert und mit Förderwagen zum Schacht transportiert. Der Vortrieb der Strecken erfolgte auf gut Glück, da der Verlauf des Flözes aufgrund fehlender Prospektion nicht bekannt war. Aus den ausgekohlten Bauen wurde der Ausbau weitgehend entfernt, was zum Bruch führte. Aus anderer Überlieferung ist bekannt, dass in den letzten Fördermonaten die Stempel in den Grubenbauen verblieben. Die Bewetterung erfolgte durch Wetterschächte, die je nach Bedarf zur Oberfläche gegraben wurden. An Wassereinbrüchen gab es lediglich einsickerndes Oberflächenwasser, das in den Wasserseigen zum Schacht geleitet und dort abgepumpt wurde. Kurzzeitig existierte eine tiefere Sohle (34 m), die aufgrund einfließenden Wassers alsbald wieder aufgegeben wurde.

## Transport
Zunächst wurde die geförderte Kohle direkt per LKW zur Gummiwarenfabrik verfrachtet und auf dem Werksgelände von den Sandbeimengungen ausgewaschen. Später wurde neben dem Schacht eine Kohlewäsche mit zwei Siebtrommeln gebaut, in denen die Kohle mit dem angepumpten Grubenwasser ausgewaschen wurde. Anschließend wurde die Reinkohle über eine eingleisige Feldbahn entlang dem Ehestorfer Heuweg mit einer Diesellokomotive zu einem übertägigen Hochbunker am Jägerhof transportiert. 1921 wurde eine drei Kilometer lange Materialseilbahn für den Transport der Kohle vom Hochbunker zur Umschlagstation in Bostelbek errichtet, wo die Kohle auf Lastwagen verladen und in die Gummiwarenfabrik befördert wurde.
Lage Seilbahn Bergstation: 53° 27′ 25″ N, 9° 53′ 39″ O
Lage Seilbahn Talstation: 53° 28′ 14″ N, 9° 55′ 53″ O
Lage Gummiwarenfabrik: 53° 27′ 15″ N, 9° 59′ 21″ O

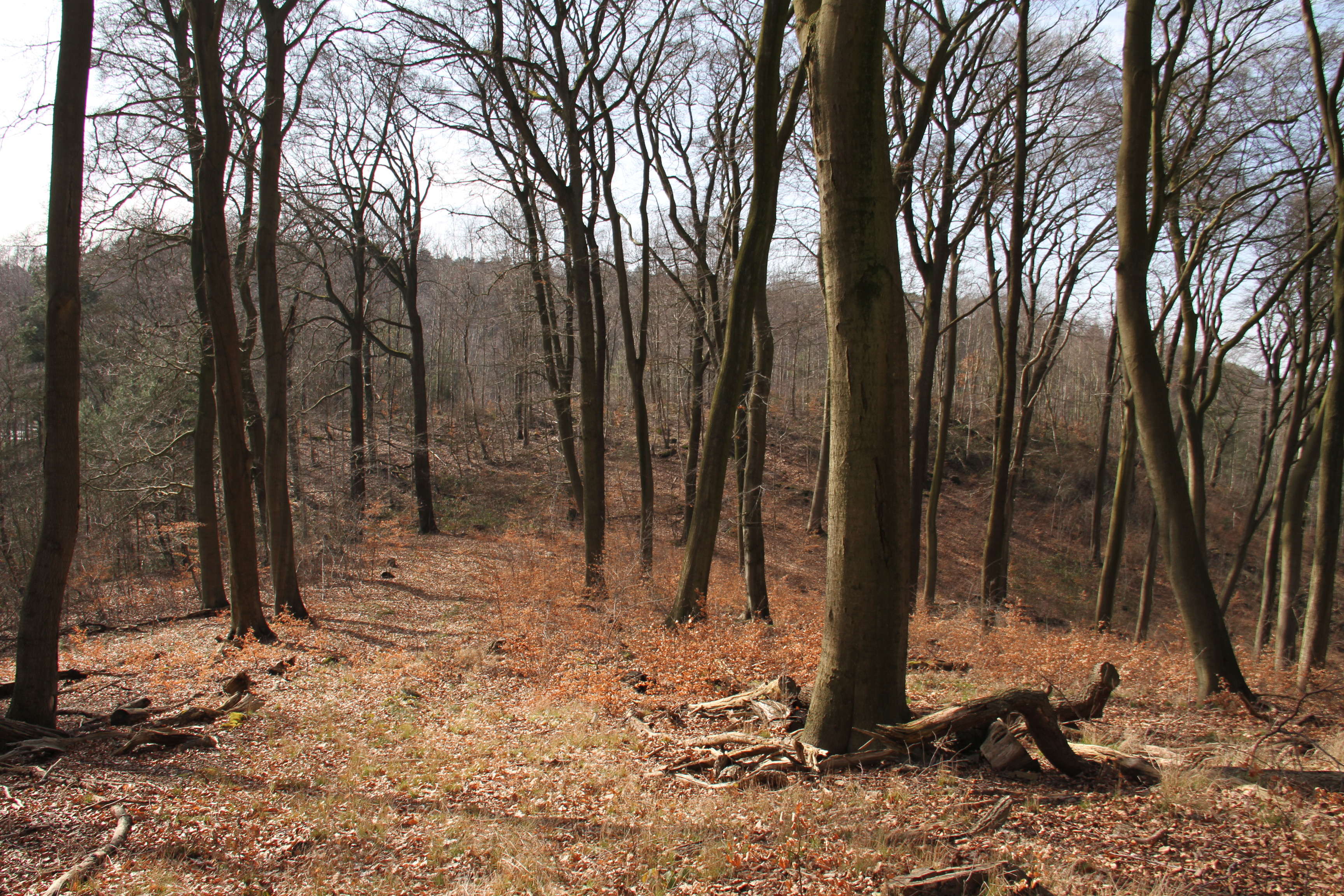
Die 2018 noch sichtbare Schneise der Seilbahntrasse
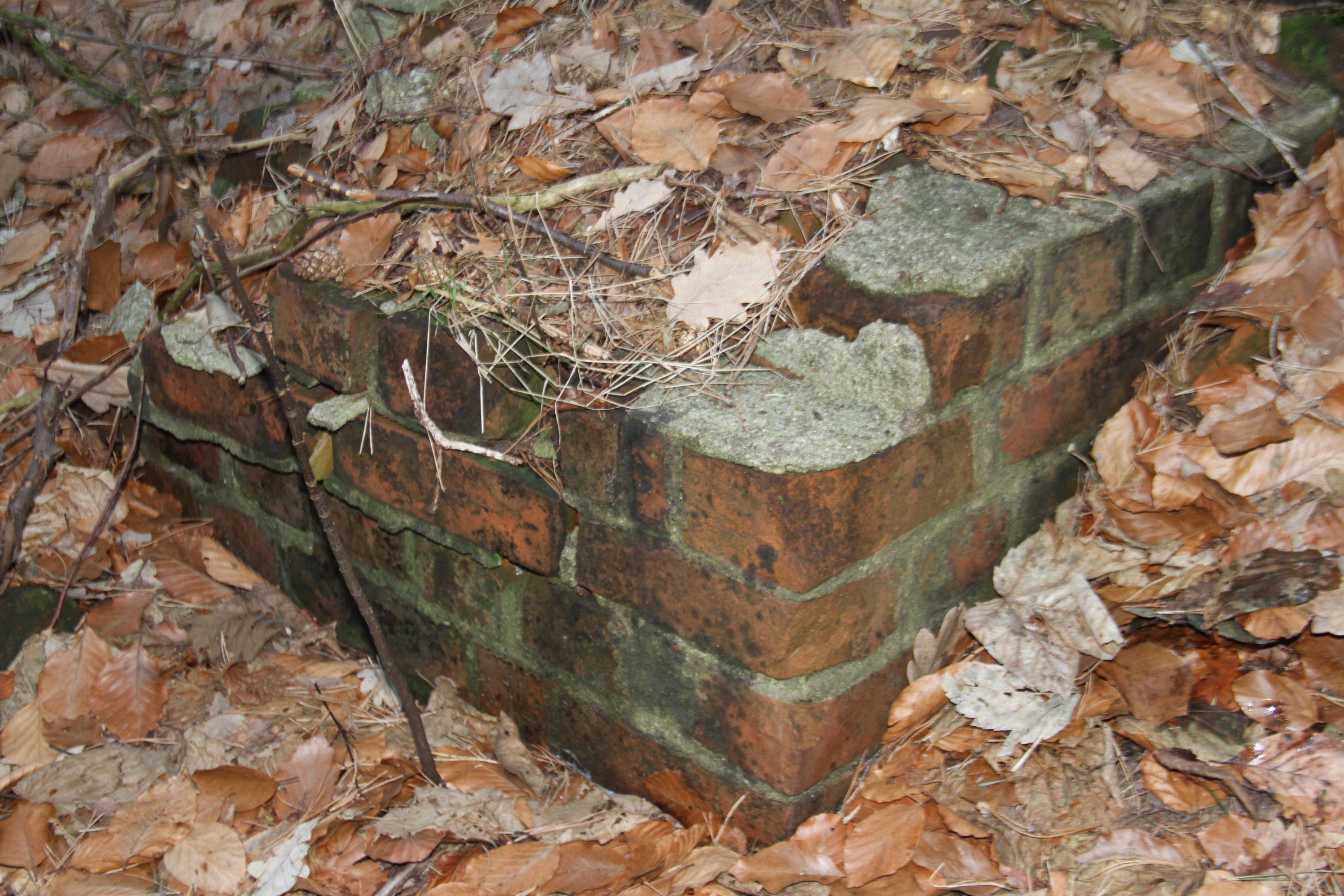
Fundamentrest der Seilbahnbauten
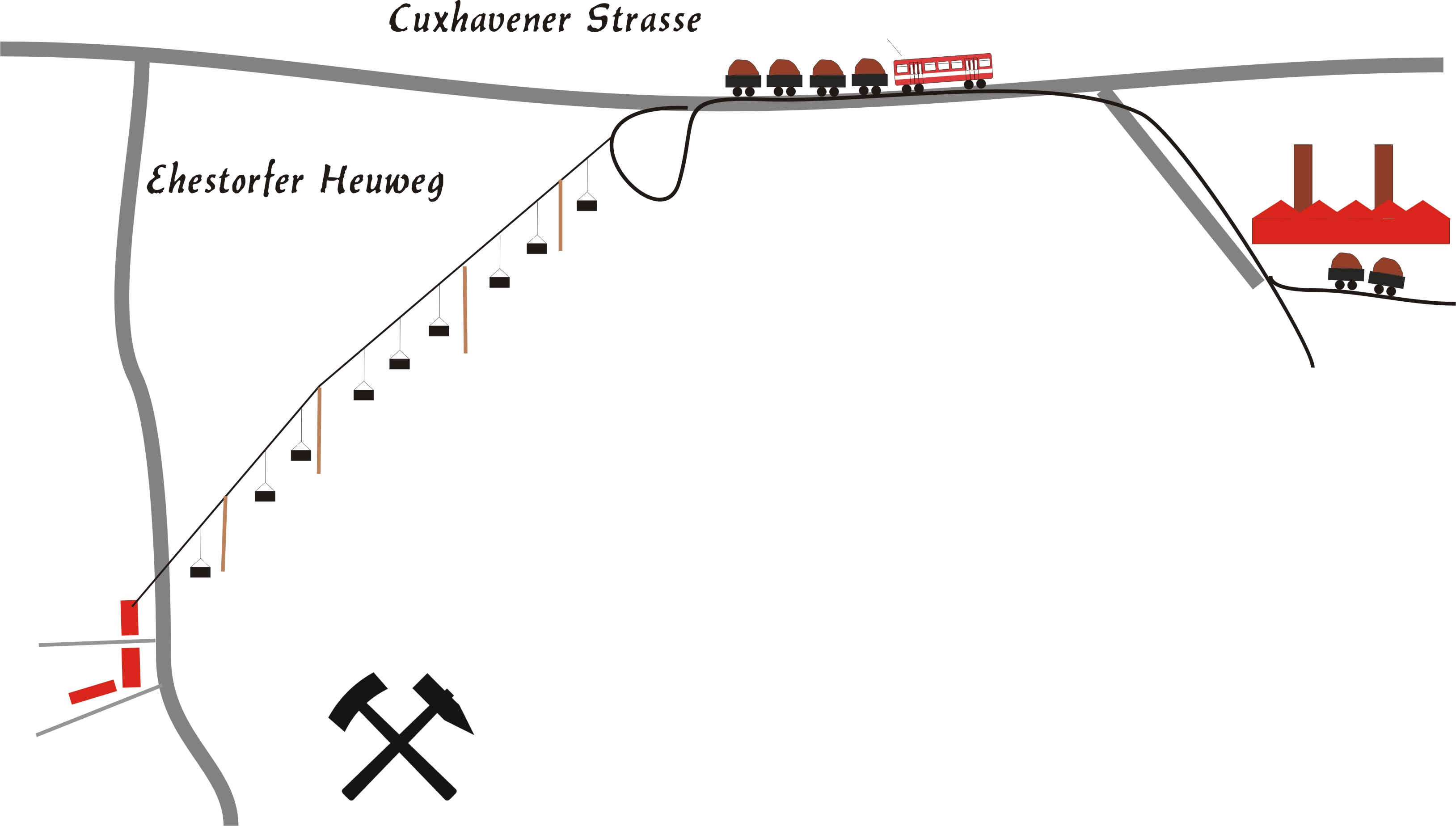
Schematische Skizze des Kohletransports von Hausbruch nach Harburg 1922

## Gegenwart
Gegenwärtig deuten einige Tagesbrüche, Pingen, Reste von Mauern und Fundamenten der Kohlenwäsche sowie der Straßenname Beim Bergwerk auf das ehemalige Bergwerk Robertshall hin. Die als Steinbau errichtete Kantine an derselben Straße dient seit Aufgabe des Bergwerkes als Wohnhaus. Der ehemalige Kohleumschlagplatz ist heute eine Buswendeschleife an der Stader Straße. Ein Modell der Bergwerksanlage wurde über viele Jahre in der stadtgeschichtlichen Dauerausstellung des Helms-Museums (heute Archäologisches Museum Hamburg) gezeigt.
Lage der ehemaligen Kohlenwäsche: 53° 27′ 23″ N, 9° 53′ 40″ O
Lage der ehemaligen Kantine: 53° 27′ 21″ N, 9° 53′ 38″ O
In den Jahren 2000 und 2001 wurde die Untertagesituation oberflächlich durch Vergleich des Risswerks mit den vorhandenen Brüchen verglichen und verschiedene Strecken von teilweise bis zu 100 m Länge ausgemacht, die bis dahin in der Braunkohle noch selbsttragend zu sein schienen. An dieser Untersuchung nahmen unter Federführung von Rolf Czapiewski Studenten des Helms-Museums teil. Im Jahre 2000 führte Czapiewski mit Unterstützung von Studenten und Mitarbeitern des Helms-Museums sowie der Fa. Celler Brunnenbau im Bereich dieser Strecken Bohrungen mit Brunnenbohrgeräten durch. Es wurden insgesamt etwa 15 Bohrungen an unterschiedlichen Stellen gestoßen, von denen nur die letzte Bohrung in einer Teufe von ca. 15 Metern eine alte Strecke traf, die noch nicht zu Bruch gegangen war. Dieser Bereich war teilweise ausgemauert und ursprünglich verfüllt, die Verfüllung ist jedoch im Laufe der Jahrzehnte entweder zusammengesackt oder ausgewaschen worden, so dass Hohlräume zwischen Firste und Boden in einer Höhe von ca. 40–50 cm nachgewiesen werden konnten. Die Verfüllung erfolgte teilweise mit Braunkohle. Damals konnten kleinere Braunkohle-Stücke geborgen werden. Die Länge der Strecke konnte nicht abgeschätzt werden, da die damalige Fototechnik lediglich kurze Strecken mit Blitzlicht erhellen konnte. Die Überlegung, diese Strecke zu Erkundungszwecken kurzzeitig mit Hilfe von Froststabilisierung wieder befahrbar zu machen, scheiterte in der Planungsphase, da Genehmigungen zu Grabungen bzw. großdimensionierten Bohrungen im Waldbereich durch das Forstamt versagt wurden. Seitdem ruhten die weiteren Untertage-Erkundungsarbeiten.
Seit 2015 wurde der Verein Bergwerk Robertshall e. V. gegründet, um die Geschichte des Bergwerkes aufzuarbeiten und zu dokumentieren. Im Sommer 2018 wurde ein Denkmal mit Informationstafel sowie ein Bergbau-Erinnerungspfad auf dem ehemaligen Gelände errichtet.
Im Dezember 2017 wurde vom Verein Bergwerk Robertshall e. V. an einigen Stellen Bodenradarmessungen vorgenommen und noch immer bestehende Bodenirritationen im Bereich der Straße Ehestorfer Heuweg und im Wald nachgewiesen. An diesen Stellen sind noch Hohlräume von Stollen und sogenannte Weichstellen durch nicht verdichtetes Material wie Braunkohle nachgewiesen. Da Straßenbauarbeiten anstanden, wurden diese Informationen an die zuständige Stelle der Hamburger Bauverwaltung weitergeleitet, dort jedoch ignoriert. Im Mai 2019 wurde der Straßenbau begonnen. Im August kam es an den vom Verein vorher benannten Stellen tatsächlich zu Absackungen, die die Bauarbeiten erheblich behindern und verzögern. Nach Grabungen wurden dort erhebliche Mengen Braunkohle gefunden, die nicht tragfähig sind und im Straßenbereich vollständig ausgehoben werden müssen.

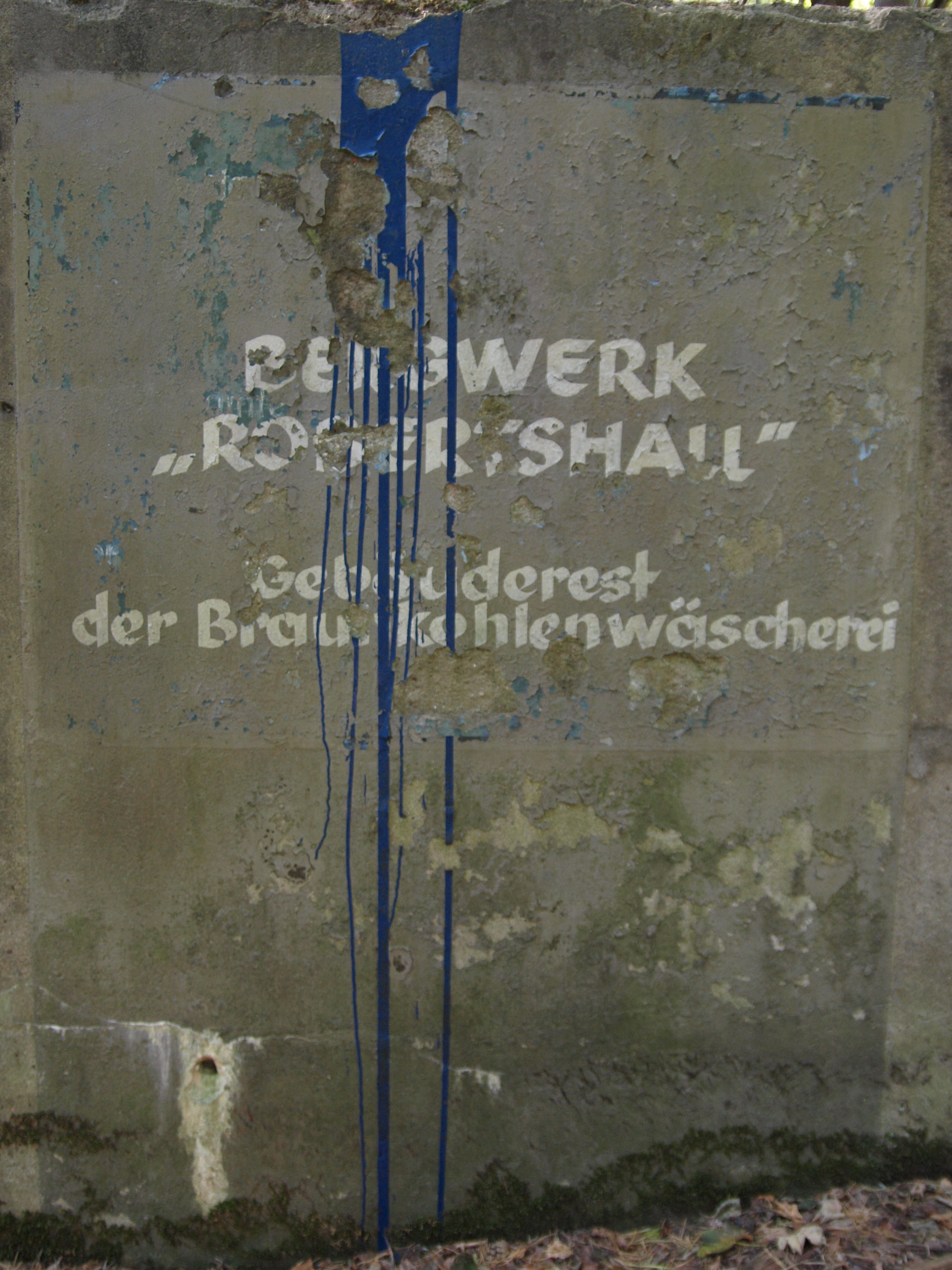
Inschrift auf den Fundamentresten der ehemaligen Kohlenwäsche 2011
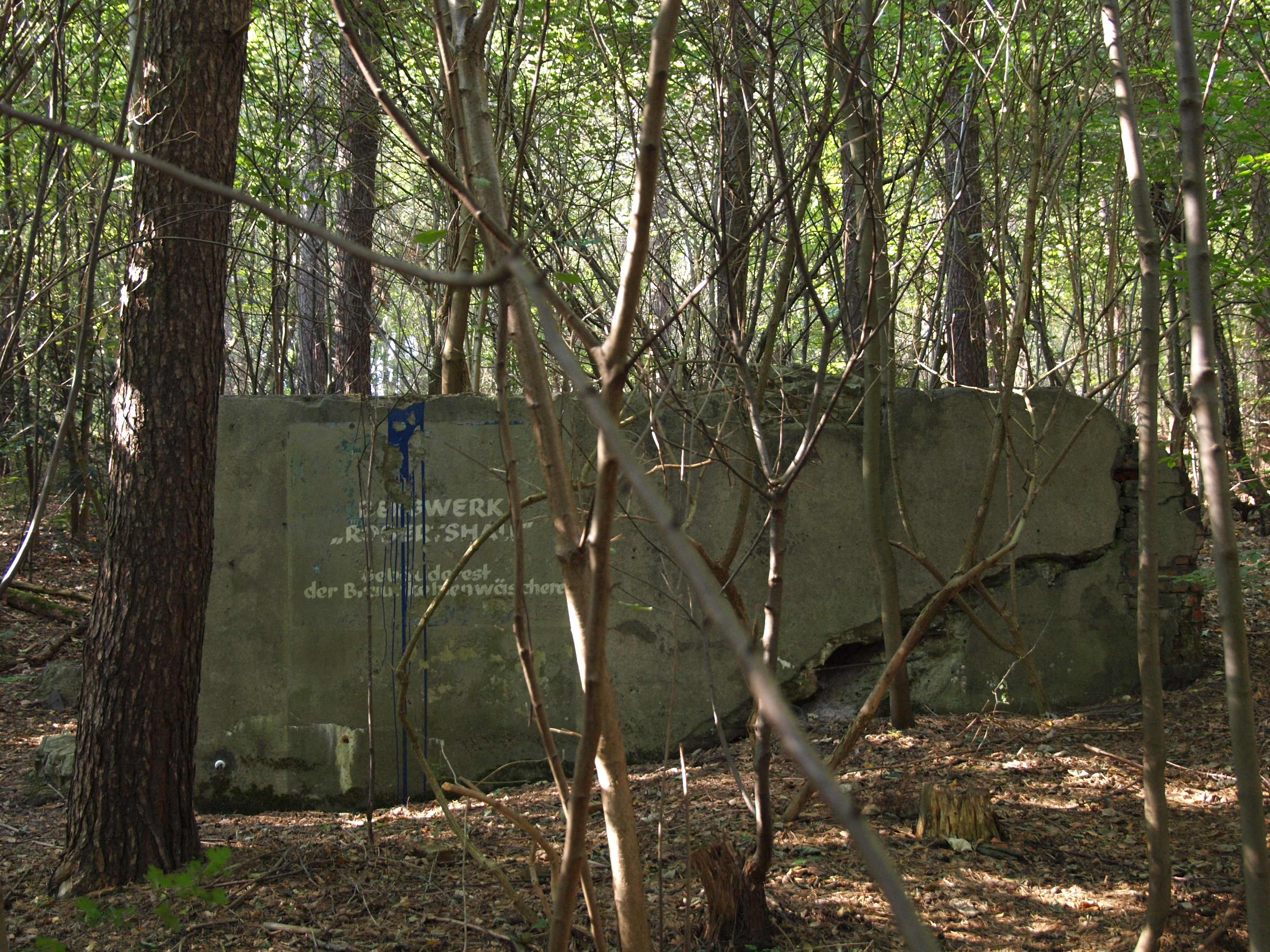
Fundamentreste der Kohlenwäsche im September 2011
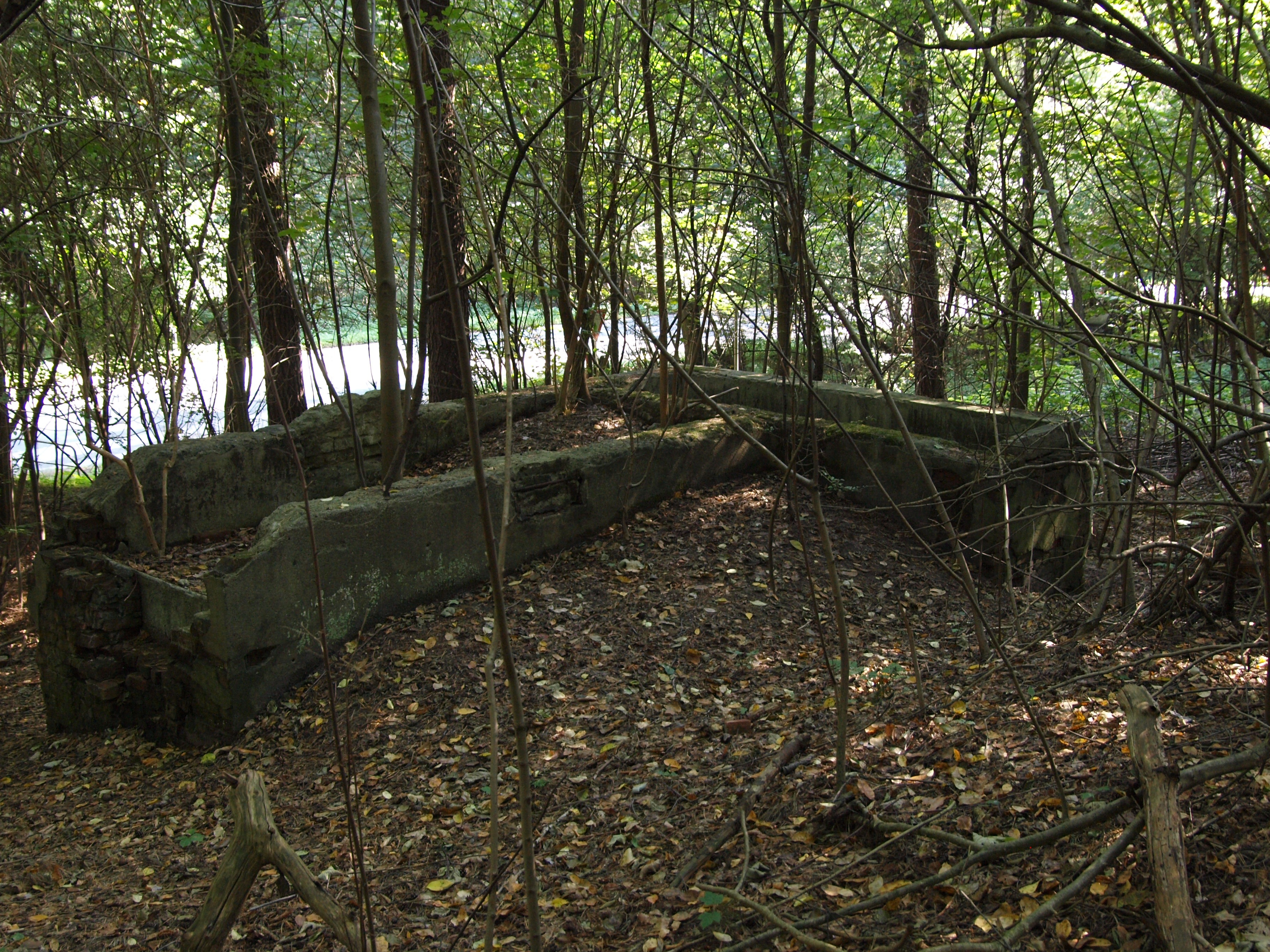
Reste der Kohlenwäsche von oben gesehen 2011